# Christophe Malavoy
Cristophe Malavoy (Reutlingen, 21 marzo 1952) è un attore e regista francese.

## Biografia
Nasce in Germania da un ufficiale dell'esercito francese, e da adolescente si trasferisce a Parigi per studiare all'École nationale supérieure des arts et techniques du théâtre. Intraprende la carriera teatrale sotto la guida del regista statunitense Stuart Seide, debuttando al cinema nel 1975. Nel 1991 affianca Isabelle Huppert nel film Madame Bovary.

## Filmografia

### Attore

#### Cinema
- Soldat Duroc, ça va être ta fête, regia di Michel Gérard (1975)
- Dossier 51 (Le Dossier 51), regia di Michel Deville (1978)
- Les héros n'ont pas froid aux oreilles, regia di Charles Nemes (1979)
- Un dolce viaggio (Le voyage en douce), regia di Michel Deville (1980)
- Family Rock, regia di José Pinheiro (1982)
- L'Honneur d'un capitaine, regia di Pierre Schoendoerffer (1982)
- La spiata (La balance), regia di Bob Swaim (1982)
- Ma femme s'appelle reviens, regia di Patrice Leconte (1982)
- La Scarlatine, regia di Gabriel Aghion (1983)
- Souvenirs, Souvenirs, regia di Ariel Zeitoun (1984)
- Bras de fer, regia di Gérard Vergez (1985)
- L'Arbre sous la mer, regia di Philippe Muyl (1985)
- Pericolo nella dimora (Péril en la demeure), regia di Michel Deville (1985)
- La donna della mia vita (La femme de ma vie), regia di Régis Wargnier (1986)
- De guerre lasse, regia di Robert Enrico (1987)
- Deux minutes de soleil en plus, regia di Gérard Vergez (1987)
- Il grido del gufo (Le cri du hibou), regia di Claude Chabrol (1987)
- Top Managers (Association de malfaiteurs), regia di Claude Zidi (1987)
- La Soule, regia di Michel Sibra (1989)
- Rebus, regia di Massimo Guglielmi (1989)
- Jean Galmot, aventurier, regia di Alain Maline (1990)
- Madame Bovary, regia di Claude Chabrol (1991)
- I divertimenti della vita privata, regia di Cristina Comencini (1992)
- Des feux mal éteints, regia di Serge Moati (1994)
- L'Homme idéal, regia di Xavier Gélin (1997)
- C'est la tangente que je préfère, regia di Charlotte Silvera (1998)
- La nube, regia di Fernando Ezequiel Solanas (1998)
- Le Dernier Jour, regia di Rodolphe Marconi (2004)
- La delicatezza (La Délicatesse), regia di Stéphane Foenkinos e David Foenkinos (2011)
- Monte Carlo, regia di Tom Bezucha (2011)
- 16 ans ou presque, regia di Tristan Séguéla (2013)

#### Televisione
- Les mystères de Loudun, regia di Gérard Vergez (1976)
- La ville dont le prince est un enfant, regia di Cristophe Malavoy (1997)
- Il giudice e il commissario: Il giusto movente, regia di Claude-Michel Rome (2000)
- Fire & Ice - La sfida più grande (De feu et de glace), regia di Joyce Buñuel (2008)
- Mystery in Paris (Mystère à Paris) (2018)

### Regista
- La ville dont le prince est un enfant (1997)

## Doppiatori italiani
- Gino La Monica ne Il grido del gufo
- Paolo Maria Scalondro in Madame Bovary
- Massimo Lodolo in Fire & Ice - La sfida più grande
- Donato Sbodio in Mystery in Paris

## Premi e riconoscimenti

### Premio César
- 1983: - Migliore promessa maschile per Family Rock
- 1987: - Nominato a migliore attore per La donna della mia vita (La femme de ma vie)
- 1988: - Nominato a migliore attore per De guerre lasse